# Wollmesheim
Wollmesheim ist ein Stadtteil von Landau in der Pfalz. Er ist Bestandteil des Weinanbaugebiets Pfalz.

## Lage
Wollmesheim liegt südwestlich der Landauer Kernstadt in der Region Weinstraße. Mitten durch sein Siedlungsgebiet fließt der Birnbach. Zu Wollmesheim gehört mit dem Wollmesheimer Wald im Wasgau eine unbewohnte Exklave; diese grenzt an Leinsweiler, Eschbach, Waldhambach sowie an den Ilbesheimer Wald, eine Exklave von Ilbesheim. Die Westflanke des 523 Meter hohen Schletterberg liegt auf Gemarkung dieser Wollmesheimer Exklave. Mit der unterhalb des Friedhofs befindlichen Friedenslinde existiert außerdem vor Ort ein Naturdenkmal.

## Geschichte
Funde belegen eine frühe Besiedlung um etwa 3500 bis 1800 v. Chr. Unter Bestattungsfunden aus der Hallstattzeit sind auch die Gold- und Bronzebeigaben aus dem Wollmesheimer Fürstengrab.  Wollmesheim wurde wahrscheinlich um 500 n. Chr., zur Zeit der fränkischen Landnahme, von dem Franken Wolamund als Wolmodesheim gegründet. Bis ins 12. Jahrhundert gehörte es zur Abtei Weißenburg. In der Zeit entstand die heute älteste Kirche der Pfalz, die Romanische Kirche Wollmesheim, die 1014 zur Ehre des heiligen Kreuzes geweiht wurde. Auf die spätere Doppelzugehörigkeit bis 1709 zur Kurpfalz und zum Hochstift Speyer geht die konfessionelle Vermischung im Ort zurück. Im März 1793 stimmte der Pariser Nationalkonvent der beantragten Aufnahme des Ortes in die freiheitliche Französische Republik zu.
Von 1798 bis 1814, als die Pfalz Teil der Französischen Republik (bis 1804) und anschließend Teil des Napoleonischen Kaiserreichs war, war der Ort in den Kanton Bergzabern eingegliedert. Ab 1816 gehörte Wollmesheim zu Bayern. Ein Jahr später folgte der Wechsel in den Kanton Landau. Von 1818 bis 1862 war Wolmesheim – so die damalige Schreibweise – Bestandteil des Landkommissariat Landau, das anschließend in ein Bezirksamt umgewandelt wurde. 1832 stellten Teilnehmer des Hambacher Festes aus dem Ort nach der Rückkehr von diesem in Wollmesheim einen Freiheitsbaum auf.
1928 hatte der Ort 719 Einwohner, die in 153 Wohngebäuden lebten. Sowohl die Katholiken als auch die Protestanten gehörten seinerzeit zu Pfarrei von Mörzheim.
1939 wurde der Ort in den Landkreis Landau eingegliedert. Nach dem Zweiten Weltkrieg wurde Wollmesheim innerhalb der französischen Besatzungszone Teil des damals neu gebildeten Landes Rheinland-Pfalz. Im Zuge der ersten rheinland-pfälzischen Verwaltungsreform wechselte der Ort am 7. Juni 1969 in den neu geschaffenen Landkreis Landau-Bad Bergzabern. Am 22. April 1972 wurde Wollmesheim nach Landau eingemeindet.

## Politik

### Ortsbeirat
Für den Stadtteil Wollmesheim wurde ein Ortsbezirk gebildet. Dem Ortsbeirat gehören 11 Beiratsmitglieder an, den Vorsitz im Ortsbeirat führt der direkt gewählte Ortsvorsteher.
Bei der Kommunalwahl am 9. Juni 2024 wurden die Beiratsmitglieder in einer personalisierten Verhältniswahl gewählt. Die Sitzverteilung im gewählten Ortsbeirat:
| Wahl | SPD | CDU | Grüne | FWG | Gesamt   |
| ---- | --- | --- | ----- | --- | -------- |
| 2024 | 3   | 3   | 2     | 3   | 11 Sitze |
| 2019 | 3   | 2   | 4     | 2   | 11 Sitze |
| 2014 | 5   | 3   | –     | 3   | 11 Sitze |
| 2009 | 5   | 3   | –     | 3   | 11 Sitze |

- FWG = Freie Wählergruppe Landau e. V.

### Ortsvorsteher
Ortsvorsteher ist Rolf Kost (SPD). Er wurde bei der Direktwahl am 26. Mai 2019 mit einem Stimmenanteil von 64,26 % und am 9. Juni 2024 als einziger Bewerber mit 75,0 % gewählt.

## Wirtschaft und Infrastruktur

### Wirtschaft
Wollmesheim ist durch den Weinbau geprägt und als solcher Teil des Weinanbaugebiets Pfalz. Vor Ort befindet sich die Einzellage Mütterle (253,4 ha). Diese gehört zur Großlage Herrlich im Bereich Südliche Weinstraße.

### Verkehr
Der Ort ist über die Buslinie 530 und 540 des Verkehrsverbundes Rhein-Neckar, die ihn mit dem Landauer Hauptbahnhof sowie ihn einerseits mit Ilbesheim bei Landau in der Pfalz, Leinsweiler und Ranschbach sowie andererseits mit Mörzheim, Heuchelheim, Göcklingen, Klingenmünster,  Gleiszellen-Gleishorbach, Pleisweiler-Oberhofen und Bad Bergzabern verbinden, an den Nahverkehr angeschlossen. Durch Wollmesheim verläuft außerdem die Landesstraße 509, die ihn unter anderem mit Eschbach, Landau, Offenbach an der Queich und Bellheim verbindet. Vor Ort befinden sich insgesamt elf Objekte, die unter Denkmalschutz stehen. Außerdem befindet sich im Ort ein Kindergarten.

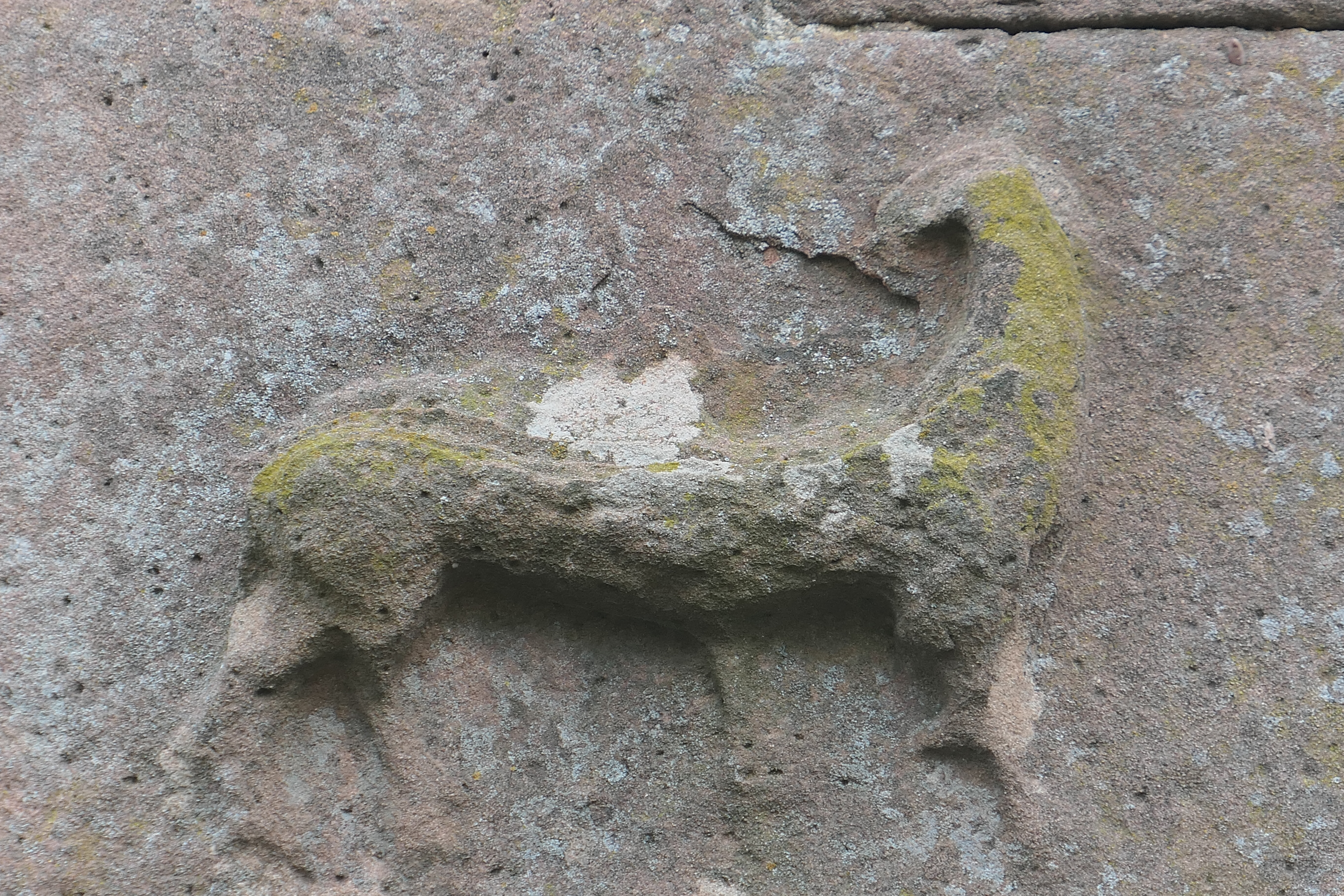
Ehemals St. Mauritius, Westturm 1094–1105 Detail Lammdarstellung

## Kultur
Anfang April findet an einem Sonntag jährlich der Laetare-Umzug statt.

## Persönlichkeiten
- Johannes Hoffmann (1867–1930), Politiker, verbrachte vor Ort seine Jugend.